# ديغاو
رودريغو إيزيكسون دوس سانتوس ليتي (بالبرتغالية: Rodrigo Izecson dos Santos Leite) المعروف باسم  ديغاو، من مواليد 14 أكتوبر 1985 في برازيليا في البرازيل، لاعب كرة قدم برازيلي، وهو أخ لاعب المعتزل كاكا.
و قد بدأ مسيرته الكروية مع نادي إيه سي ميلان الإيطالي في موسم 2004/2005، وفي عام 2005 أعير إلى نادي راميني الإيطالي، ولعب معهم حتى عام 2007، وشارك معهم في 23 مباراة، ومنذ عام 2007 وهو يلعب مع نادي إيه سي ميلان الإيطالي وفي عام 2008 أعير إلى نادي ستاندر لياج البلجيكي وفي عام 2009 اعير إلى نادي ليتشي الإيطالي واما الآن فإنه يلعب في الدرجة الثانية مع نادي بينافييل البرتغالي.

## روابط خارجية
- ديغاو على موقع الدوري الأمريكي (الإنجليزية)
- ديغاو على موقع قاعدة بيانات كرة القدم.إي يو (الإنجليزية)
- ديغاو على موقع Soccerway.com (الإنجليزية)
- ديغاو على موقع عالم كرة القدم.نت (الإنجليزية)
- ديغاو على موقع كووورة